# 17144 Laurenchen
17144 Laurenchen este o planetă minoră (asteroid), cu un diametru de 5,925 km, din centura de asteroizi. A fost descoperită pe 12 mai 1999 la Experimental Test Site⁠(d) de Lincoln Near-Earth Asteroid Research. 
Obiectul prezintă o orbită caracterizată de o semiaxă mare de 3,1063359 UAi, o excentricitate de 0,11, o înclinație de 13,23719 ° în raport cu ecliptica.